# Nematullah Shahrani
Nematullah Shahrani (Distrito de Jurm, 1941) es un intelectual y político afgano. Fue uno de los cuatro Vicepresidentes de la Administración de Transición Afgana, entre 2002 y 2004, así como el Jefe de la Comisión de Constitución afgana. También fue Ministro de Hajj y Asuntos Religiosos entre 2004 y 2010.

## Biografía
Shahrani, nacido en el Distrito de Jurm, un montañoso distrito en la Provincia de Badajshán, es de etnia uzbeka. Aunque fue uno de los principales ideólogos de la resistencia afgana contra la invasión soviética de Afganistán, nunca estuvo involucrado en ningún conflicto sectario, partidista o étnico, por lo cual se ganó el apodo de "Mr. Clean" (Señor Limpio). Vivió en el exilio por más de 20 años en Peshawar (Afganistán), apoyando la resistencia Muyahidín.
Fue Vicepresidente del Gobierno Interino de Hamid Karzai y Ministro de Hajj y Asuntos Religiosos en el gobierno de éste, entre 2004 y 2010. También fue miembro de la Loya Jirga de 2002.
Ha escrito más de 30 libros y varios cientos de artículos académico. Pertenece a una familia de académicos muy reconocida en Afganistán. Estudió en la Universidad de Kabul, la Universidad de Al-Azhar (El Cairo) y la Universidad George Washington (Estados Unidos).
Actualmente, algunos de los otros miembros de su familia están enseñando en instituciones académicas en los Estados Unidos (como la Universidad de Indiana Bloomington) y Reino Unido.